# A Moment of Stillness
A Moment of Stillness è il primo EP del gruppo musicale irlandese God Is an Astronaut, pubblicato nel 2006 dalla Revive Records.

## Descrizione
Il disco si compone di cinque brani, tra cui Forever Lost (Reprise), differente versione di Forever Lost tratta dall'album All Is Violent, All Is Bright.
Nel 2008 la Bylec-Tum Productions ha ristampato l'EP in formato audiocassetta con l'aggiunta di due brani tratti da Far from Refuge, mentre due anni più tardi è uscito anche nel formato 12" con l'aggiunta dei due brani originariamente pubblicati come bonus track dell'edizione giapponese di Far from Refuge. Nel 2011 è uscita una nuova edizione dell'EP comprensiva di quattro brani: Endless Dream, Empyrean Glow, Sweet Deliverance (edita su vinile come Sunny Banks of Sweet Deliverance) e Dark Solstice.

## Tracce
Musiche di Torsten Kinsella, Niels Kinsella e LLoyd Hanney, eccetto dove indicato.

### CD
1. Frozen Twilight – 6:20
2. A Moment of Stillness – 4:47
3. Forever Lost (Reprise) – 5:37 (musica: Torsten Kinsella, Niels Kinsella, Pat O'Donnell, LLoyd Hanney)
4. Elysian Fields – 3:25 (musica: Torsten Kinsella, Niels Kinsella, Pat O'Donnell, LLoyd Hanney)
5. Crystal Canyon – 2:00

Tracce bonus nell'edizione MC del 2008
1. Tempus Horizon – 5:07
2. Lateral Noise – 1:52

Tracce bonus nella riedizione del 2011
1. Endless Dream – 3:54
2. Empyrean Glow – 2:21
3. Sweet Deliverance – 4:35 (musica: Torsten Kinsella, Niels Kinsella, Pat O'Donnell, LLoyd Hanney)
4. Dark Solstice – 4:42

### 12"
- Lato A

1. Frozen Twilight – 6:19
2. A Moment of Stillness – 4:46
3. Elysian Fields – 3:25 (musica: Torsten Kinsella, Niels Kinsella, Pat O'Donnell, LLoyd Hanney)

- Lato B

1. Forever Lost (Reprise) – 5:36 (musica: Torsten Kinsella, Niels Kinsella, Pat O'Donnell, LLoyd Hanney)
2. Crystal Canyon – 2:00
3. Sunny Banks of Sweet Deliverance – 4:32 (musica: Torsten Kinsella, Niels Kinsella, Pat O'Donnell, LLoyd Hanney)
4. Empyrean Glow – 2:22

## Formazione
Crediti tratti dall'edizione CD:
Gruppo
- Torsten Kinsella – voce, chitarra, tastiera
- Niels Kinsella – basso, chitarra
- Lloyd Hanney – batteria, sintetizzatore

Altri musicisti
- Pat O'Donnell – chitarra e strumenti ad arco aggiuntivi (traccia 4)

Produzione
- God Is an Astronaut – produzione, missaggio, mastering
- Pat O'Donnell – missaggio e produzione aggiuntivi